# Sudamericano de Rugby 1969
El Sudamericano de Rugby de 1969 se disputó en Chile y contó con los mismos equipos que en la edición anterior, es decir el seleccionado local más los representativos de Argentina y Uruguay.

## Equipos participantes
- Selección de rugby de Argentina
- Selección de rugby de Chile
- Selección de rugby de Uruguay

## Posiciones
| Pos. | Equipo    | Encuentros | Encuentros | Encuentros | Encuentros | Tantos  | Tantos    | Tantos     | Puntos |
| Pos. | Equipo    | jugados    | ganados    | empatados  | perdidos   | a favor | en contra | diferencia | Puntos |
| ---- | --------- | ---------- | ---------- | ---------- | ---------- | ------- | --------- | ---------- | ------ |
| 1    | Argentina | 2          | 2          | 0          | 0          | 95      | 6         | + 89       | 4      |
| 2    | Chile     | 2          | 1          | 0          | 1          | 13      | 60        | - 47       | 2      |
| 3    | Uruguay   | 2          | 0          | 0          | 2          | 12      | 54        | - 42       | 0      |

Nota: Se otorgan 2 puntos al equipo que gane un partido, 1 al que empate, 0 al que pierda

## Resultados[2]

### Primera Fecha
| 4 de octubre | Uruguay | 6 - 41  | Argentina | Prince of Wales Country Club, Santiago, Chile |                           |
|              |         | Reporte |           | Árbitro(s): Gonzalo Román                     | Árbitro(s): Gonzalo Román |

### Segunda Fecha
| 8 de octubre | Chile | 13 - 6  | Uruguay | Estadio Sausalito, Viña del Mar, Chile |                          |
|              |       | Reporte |         | Árbitro(s): Carlos Tozzi               | Árbitro(s): Carlos Tozzi |

### Tercera Fecha
| 11 de octubre | Chile | 0 - 54  | Argentina | Prince of Wales Country Club, Santiago, Chile |                          |
|               |       | Reporte |           | Árbitro(s): Nigel Davies                      | Árbitro(s): Nigel Davies |

| Bandera de Argentina |
| Campeón Argentina    |
| Sexto título         |